# Epipocus punctatus
Epipocus punctatus is een keversoort uit de familie zwamkevers (Endomychidae). De wetenschappelijke naam van de soort werd in 1853 gepubliceerd door John Lawrence LeConte.